# ランニン・アウェイ
「ランニン・アウェイ」（Runnin' Away）は、スライ&ザ・ファミリー・ストーンが1971年に発表した楽曲。作詞・作曲はスライ・ストーン。

## 概要
1971年11月1日発売のアルバム『暴動』に収録された。翌1972年1月18日、バンドの10枚目のシングル曲として発表された。B面は「ブレイブ&ストロング」。
1972年3月25日付のビルボード・Hot 100で23位を記録した。ビルボードのソウル・チャートでは15位、全英シングルチャートでは17位を記録した。
2007年に再発された『暴動』のボーナストラックにモノラル・シングル・バージョンが収録された。
ポール・ヘイグ（1982年）、リンディ・レイトン（1996年）、ジョージ・ハワード（1998年）らがカバーした。
日本では小西康陽が1987年発売のコンピレーション・アルバム『Les enfants』の中でカバーしている。また、yes, mama ok?のカバーが1995年発売のシングル『コーヒーカップでランデヴーって最高よ』、小池玉緒のカバーが1996年発売のコンピレーション・アルバム『YEN BOX VOL.2』に収録された。